# Амонде
{{НП
|статус=район
|русское название=Амонде
|оригинальное название=Amonde
|страна=Португалия
|вид региона=
|регион=Северный регион (Португалия)
|регион в таблице=
|вид района=округ
|район=Виана-ду-Каштелу (округ)
|район в таблице=
|вид общины=муниципалитет
|община=Виана-ду-Каштелу
|община в таблице=Виана-ду-Каштелу
|остров=
|подчинение=
|герб=Brasaoamondepq.jpg
|флаг=
|ширина герба=
|ширина флага=80
|lat_dir=N
|lat_deg=41
|lat_min=47
|lat_sec=10
|lon_dir=W
|lon_deg=8
|lon_min=45
|lon_sec=18
|CoordAddon=
|CoordScale=
|ЯндексКарта=
|карта страны=
|карта региона=
|карта района=
|размер карты страны = 250
|размер карты региона=
|размер карты района=
|внутреннее деление=
|вид главы=
|глава=
|дата основания=
|первое упоминание=
|прежние имена=
|статус с=
|площадь=6,04
|высота центра НП=
|вид высоты=
|климат=
|население=344
|год переписи=2001
|плотность=57,0
|агломерация=
|национальный состав=
|конфессиональный состав=
|этнохороним=
|часовой пояс=
|DST=
|телефонный код=
|почтовый индекс=4925
|почтовые индексы=
|автомобильный код=
|вид идентификатора=
|цифровой идентификатор=
|сайт=
|язык сайта=
|язык сайта 2=
|язык сайта 3=
|язык сайта 4=
|язык сайта 5=
|add1n=На карте
|add1=[[Изображение:Imagem:aa.JPG|thumb|200px]]
|add2n=
|add2=
|add3n=
|add3=
}}
Амонде (порт. Amonde)  —  район (фрегезия) в Португалии,  входит в округ Виана-ду-Каштелу. Является составной частью муниципалитета  Виана-ду-Каштелу. По старому административному делению входил в провинцию Минью. Входит в экономико-статистический  субрегион Минью-Лима, который входит в Северный регион. Население составляет 344 человека на 2001 год. Занимает площадь 6,04 км².
Покровителем района считается Дева Мария (порт. Santa Maria).